# Isolabella (Piemonte)
Isolabella (Isolabela in piemontese) è un comune italiano di 352 abitanti della città metropolitana di Torino in Piemonte.

## Storia

### Simboli
Lo stemma e il gonfalone sono stati concessi con decreto del presidente della Repubblica del 13 giugno 1989.
Il gonfalone è un drappo partito di azzurro e di rosso.

## Società

### Evoluzione demografica
Abitanti censiti

## Amministrazione
Di seguito è presentata una tabella relativa alle amministrazioni che si sono succedute in questo comune.
| Periodo           | Periodo           | Primo cittadino            | Partito                          | Carica              | Note  |
| ----------------- | ----------------- | -------------------------- | -------------------------------- | ------------------- | ----- |
| 12 settembre 1986 | 2 giugno 1990     | Pietro Del Mastro          | Democrazia Cristiana             | Sindaco             | [ 5 ] |
| 2 giugno 1990     | 24 aprile 1995    | Pietro Del Mastro          | Democrazia Cristiana             | Sindaco             | [ 5 ] |
| 24 aprile 1995    | 31 dicembre 1995  | Pietro Del Mastro          |                                  | Sindaco             | [ 5 ] |
| 10 giugno 1996    | 17 aprile 2000    | Ileana Di Pede             | centro                           | Sindaco             | [ 5 ] |
| 17 aprile 2000    | 4 marzo 2004      | Armando Spizzo             | centro                           | Sindaco             | [ 5 ] |
| 14 aprile 2004    | 5 aprile 2005     | Giuseppe Zarcone           |                                  | Comm. straordinario | [ 5 ] |
| 5 aprile 2005     | 30 marzo 2010     | Silvia Colombatto Raimondo | Crescere                         | Sindaco             | [ 5 ] |
| 30 marzo 2010     | 1º giugno 2015    | Silvia Colombatto Raimondo | centro                           | Sindaco             | [ 5 ] |
| 1º giugno 2015    | 22 settembre 2020 | Silvia Colombatto Raimondo | lista civica Crescere Isolabella | Sindaco             | [ 5 ] |
| 22 settembre 2020 | in carica         | Gianfranco Raimondo        | lista civica Crescere Isolabella | Sindaco             | [ 5 ] |